# Gressbanen
Gressbanen – stadion sportowy w Oslo (do 1925 roku Kristiania), stolicy Norwegii. Został otwarty w 1918 roku. Może pomieścić 1200 widzów. Obiekt użytkowany jest przez klub sportowy IF Ready. Latem arena służy do gry w piłkę nożną, zimą zamieniana jest na lodowisko do bandy.
Stadion został otwarty w 1918 roku. W latach 1919–1927 na obiekcie 17 spotkań rozegrała piłkarska reprezentacja Norwegii (do czasu otwarcia w 1926 roku stadionu Ullevaal był to główny obiekt domowy norweskiej kadry narodowej). Odbyły się tutaj także spotkania finałowe piłkarskiego Pucharu Norwegii w latach 1920 i 1921. W 1960 roku obok stadionu powstał budynek klubowy IF Ready. W latach 1981–1984 przebudowano obiekt, obracając główną płytę boiska i tworząc boisko boczne. W sierpniu 2001 roku na obiekcie oddano do użytku sztuczną murawę.